# استونیبرن
استونیبرن (به انگلیسی: Stoneyburn) یک روستا در اسکاتلند است که در لوتیان غربی واقع شده است. استونیبرن ۳٬۷۹۰ نفر جمعیت دارد.